# Jan Kępa
Jan Kępa (ur. 19 lipca 1928 w Skorczycach, zm. 28 sierpnia 1951 w Bytomiu) – starszy sierżant, żołnierz Wojsk Ochrony Pogranicza, stracony za próbę ucieczki z kraju.

## Życiorys

### Wczesne życie

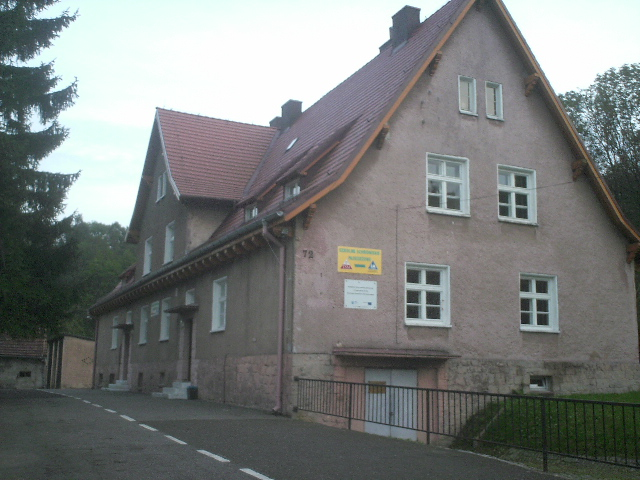
Strażnica WOP Pokrzywna

Pochodził z chłopskiej rodziny ze Skorczyc koło Urzędowa. Z zawodu był krawcem.
W 1948 został powołany do powszechnej służby wojskowej. Przydzielono go wówczas do Wojsk Ochrony Pogranicza. Początkowo służył na granicy zachodniej. W 1950 roku ukończył studium w Centrum Wyszkolenia Ministerstwa Bezpieczeństwa Publicznego w Legionowie. Jako młody absolwent szkoły zwiadu został zastępcą dowódcy strażnicy do spraw zwiadu strażnicy WOP w Pokrzywnej podlegającej pod 45 Batalion WOP w Prudniku, gdzie awansował na starszego sierżanta.
Na początku 1951 prowadził dyskusje z miejscową ludnością. Większość z nich była repatriantami z Kresów Wschodnich, którzy opowiadali mu o postępowaniach Sowietów na tym terenie. Wraz z rodziną Matusów z Pokrzywnej słuchał radia z Londynu, Madrytu i Nowego Jorku.
W połowie stycznia 1951 Kępa wracając konno z Prudnika do Pokrzywnej zgubił swoją broń w Lesie Prudnickim, za co mógł zostać poważnie ukarany. W poszukiwaniach pomagał mu strzelec Zenon Majchrzak, który sprawował funkcję kucharza na stołówce w Pokrzywnej. Ich poszukiwania okazały się bezskuteczne. Wówczas Majchrzak zaproponował Kępie dezercję do amerykańskiej strefy okupacyjnej w Republice Federalnej Niemiec, która miała prowadzić przez Czechosłowację i Austrię. Broń została ostatecznie odnaleziona i dostarczona do Pokrzywnej.

### Ucieczka

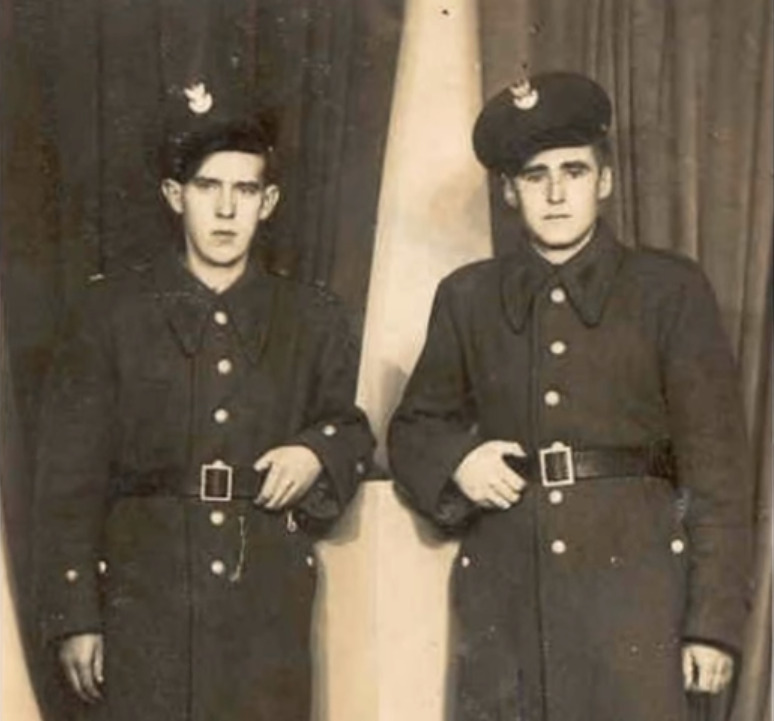
Zenon Majchrzak i Jan Kępa

Jan Kępa zdecydował się na kwalifikowaną jako dezercja ucieczkę z Polski Ludowej, chcąc dostać się do amerykańskiej strefy okupacyjnej: przez Czechosłowację i Austrię do Republiki Federalnej Niemiec.
12 marca 1951 Kępa napisał w liście do rodziców: „Kochani Rodzice, już dziś wieczorem wraz z 6-ma kolegami opuszczamy swoją jednostkę i udajemy się do Niemiec Zachodnich. Wiecie, że byłem w kontrwywiadzie. Musiałem bezustannie typować i werbować agenturę oraz przyjmować od niej meldunki, mimo że wykonywałem to z wielkim wstrętem. Nie chcę być tajnym psem w interesie Moskwy. Mam po same uszy tej brudnej pracy. Kochani rodzice, proszę nie martwić się o mnie. Może Bóg da, że wybrniemy szczęśliwie”.
Do spiskujących żołnierzy przyłączyła się 30-letnia Waleria Kaczor pochodząca z Gostomi koło Białej, która wcześniej służyła jako wiejska pomoc. Od 1950 pracowała jako praczka w strażnicy WOP w Pokrzywnej, gdzie związała się z żołnierzem i kucharzem Zenonem Majchrzakiem, który również uczestniczył w ucieczce. Waleria znała język niemiecki, była im potrzebna jako tłumaczka.
13 marca 1951 roku o 7:00 starszy sierżant Pietruszewski zameldował szefowi sztabu brygady o niepowróceniu z patrolu części służby. Dowódca strażnicy zameldował o zniknięciu trzech żołnierzy: starszego szeregowego Zenona Majchrzaka, szeregowego Józefa Staniszewskiego i szeregowego Józefa Waszkiewicza, którzy włączyli się do ucieczki razem z Janem Kępą, oraz praczki Walerii Kaczor. W sumie uciekło 8 osób.
W pościg wysłano najpierw 40-osobową grupę z 4 psami tropiącymi pod dowództwem por. Szczepanika, następnie dowódca brygady wysłał na miejsce 123-osobową grupę operacyjną, przybył również szef sztabu oraz dowódca brygady, pułkownik Michał Hakman. 14 marca wprowadzono do akcji grupę operacyjną Korpusu Bezpieczeństwa Wewnętrznego z batalionu w Prudniku liczącą prawie pół tysiąca żołnierzy i psy tropiące, a następnego dnia 123-osobową grupę z oddziału w Katowicach.

### Aresztowanie i śmierć

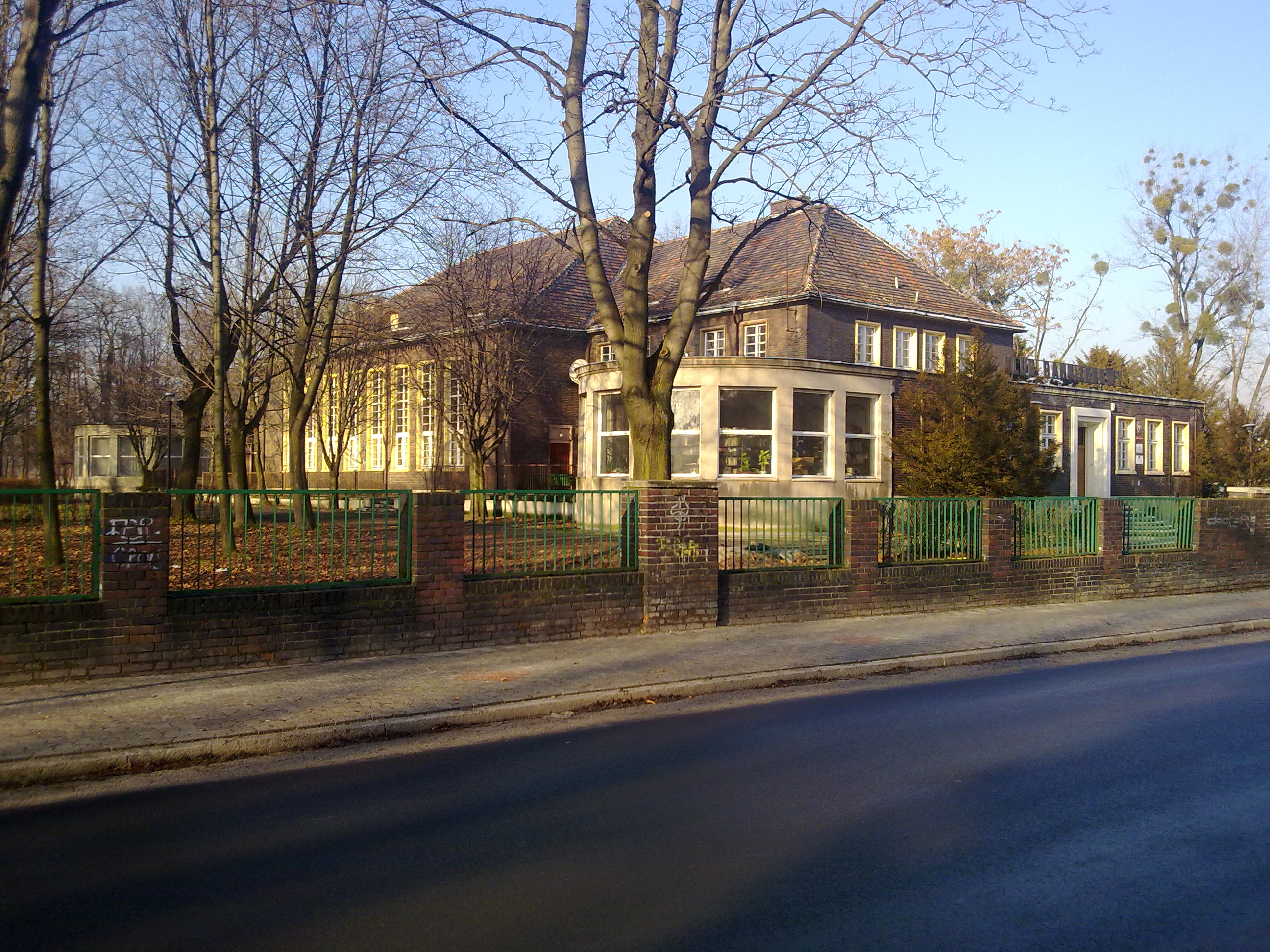
Klub Garnizonowy w Gliwicach, w tym budynku odbyła się sesja wyjazdowa sądu wojskowego nad dezerterami

17 marca po wymianie ognia wojsko Republiki Czechosłowackiej zatrzymało czterech uciekinierów, w tym sierżanta Jana Kępę w okolicy Města Albrechtice.
Sąd Wojskowy odbył się w Klubie Garnizonowym w Gliwicach. Jan Kępa dostał karę śmierci. Tę samą karę, ale zamienioną na karę dożywotniego pozbawienia wolności otrzymali Olszewski, Staniszewski i Majchrzak.
28 sierpnia 1951 roku w areszcie w Bytomiu rozstrzelano sierżanta Jana Kępę na mocy decyzji Wojskowego Sądu Rejonowego. Prezydent Polski Ludowej Bolesław Bierut odstąpił od prawa łaski. Zwłok nie chciano wydać rodzinie i zostały anonimowo pochowane na jednym z pobliskich cmentarzy. Reszta wyroków po odwilży 1956 była sukcesywnie zmieniana na niższe. W 1984 rodzina Kępy ustaliła miejsce jego pochówku. Jego szczątki zostały ekshumowane z cmentarza w Bytomiu i przeniesione do Poznania.

## Upamiętnienie
W 2004 roku Izba Wojskowa Sądu Najwyższego dokonała kasacji wyroków, uznając je za nieważne. Postępowanie umorzono.
O ucieczce sierżanta Kępy i jego grupy śpiewa zespół Elektryczne Gitary w piosence „Ucieczka 5:55”, wydanej w albumie Historia.
13 kwietnia 2019 w Prudniku podczas wystawy „Historia Batalionu Prudnickiego WOP” prezentowana była gablota poświęcona uciekinierom.